# توم ساندبرغ
توم ساندبرغ (بالنرويجية: Tom Sandberg)‏ (و. 1955  م) هو متزحلق نوردي مزدوج نرويجي، ولد في مو إي رانا، شارك في الألعاب الأولمبية الشتوية 1984، والألعاب الأولمبية الشتوية 1980، والألعاب الأولمبية الشتوية 1976، والتزلج النوردي المزدوج في الألعاب الأولمبية الشتوية 1984 ‏.

## التعليم
تعلم في الكلية النرويجية للعلوم الرياضية ‏.

## جوائز
حصل على جوائز منها:
- ميدالية افتنبوستن الذهبية [الإنجليزية]‏ (1984)
- Nordland fylkes kulturpris  [لغات أخرى]‏ (1984)
- ميدالية هولمنكولن [الإنجليزية]‏ (1983)
- تمثال أولاف الصغير  [لغات أخرى]‏ (1982).

## روابط خارجية
- توم ساندبرغ على موقع الاتحاد الدولي للتزلج (التزلج النوردي المزدوج) (الإنجليزية)
- توم ساندبرغ على موقع أوليمبيديا (الإنجليزية)